# Chimika Chronika
Chimika Chronika est une ancienne revue scientifique grecque à comité de lecture.

## Histoire
Le journal, publication de l'Association of Greek Chemists, change plusieurs fois de nom au cours de son histoire :
- Chimika Chronika (1936-1968)
- Chimika Chronika Epistemonike Ekdosis (1969-1970)
- Chimika Chronika New Series (1972-1997)

En 1998, le journal est absorbé par l'European Journal of Organic Chemistry et l'European Journal of Inorganic Chemistry, créés par la fusion de divers journaux de chimie européens :
- Acta Chimica Hungarica, Models in Chemistry
- Anales de Química
- Bulletin des Sociétés Chimiques Belges
- Bulletin de la Société Chimique de France
- Chemische Berichte
- Chimika Chronika
- Gazzetta Chimica Italiana
- Liebigs Annalen
- Polish Journal of Chemistry
- Recueil des Travaux Chimiques des Pays-Bas
- Revista Portuguesa de Química